# Березняки (Київ)
Березняки́ (Березник, Зательбин Березняк) — історична місцевість та житловий масив Києва. Розташована між Дніпром, проспектом Соборності і залізницею. Назва  походить від березового гаю. В цій місцевості колись існували однойменний хутір та Кухмістерська слобідка.

## Історія

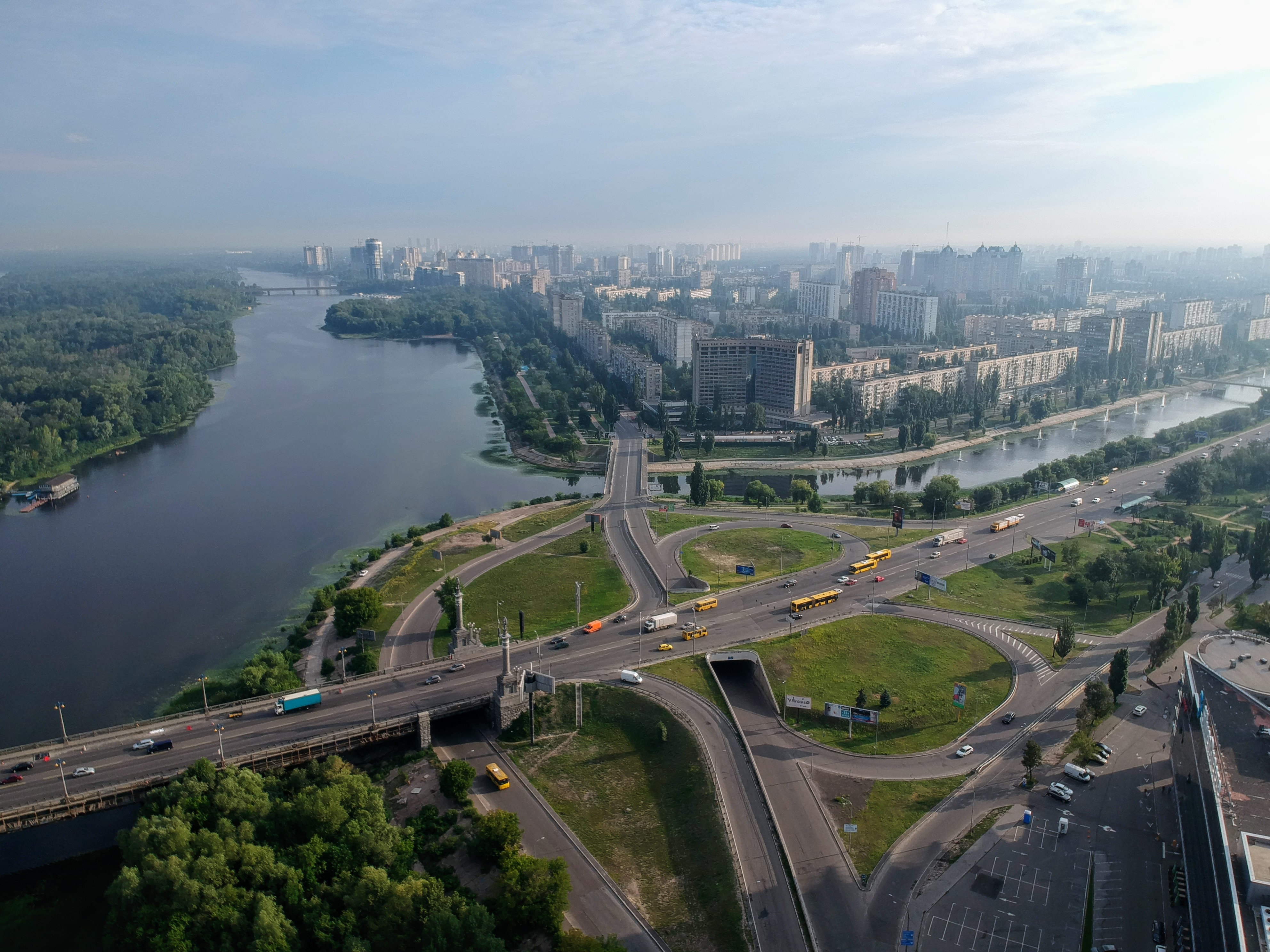
Вид на русанівський канал між Березняками та Русанівкою

Колишнє селище на північно-західному березі озера Тельбин. Вперше згадане у земельних актах за 1883 рік (5 дворів). Згадане як поселення неподалік від Кухмістерської (Печерської та Дубової) слободи та місцевості Вербки. Надалі Кухмістерська слобода фактично поглинула хутір Березняк, в якому наприпочатку 1930-х років вже нараховувалось 7 вулиць, 200 жителів та 43 двори. З 1883 по 1923 рік перебували у складі Остерського повіту Чернігівської губернії. 1923 року приєднане до Києва.
Німецький план 1943 року подає 4 вулиці: Шевченка, Заозерна, Залізнична, Короленка. За даними перепису 1951 року — 374 жителі, 56 будинків. Хутір дав назву великому житловому масиву Березняки, в процесі побудови якого у 1960-ті роки був повністю знесений.
Сучасна забудова з 1967 до першої половини 1970-х років.

## Транспорт
Київський автобус: 44, 49, 51, 55, 87, 95, 108, 109, 115, 118, Київський тролейбус: 43, 50, Київське маршрутне таксі: 177, 178, 193, 205, 211, 416, 590, 535 

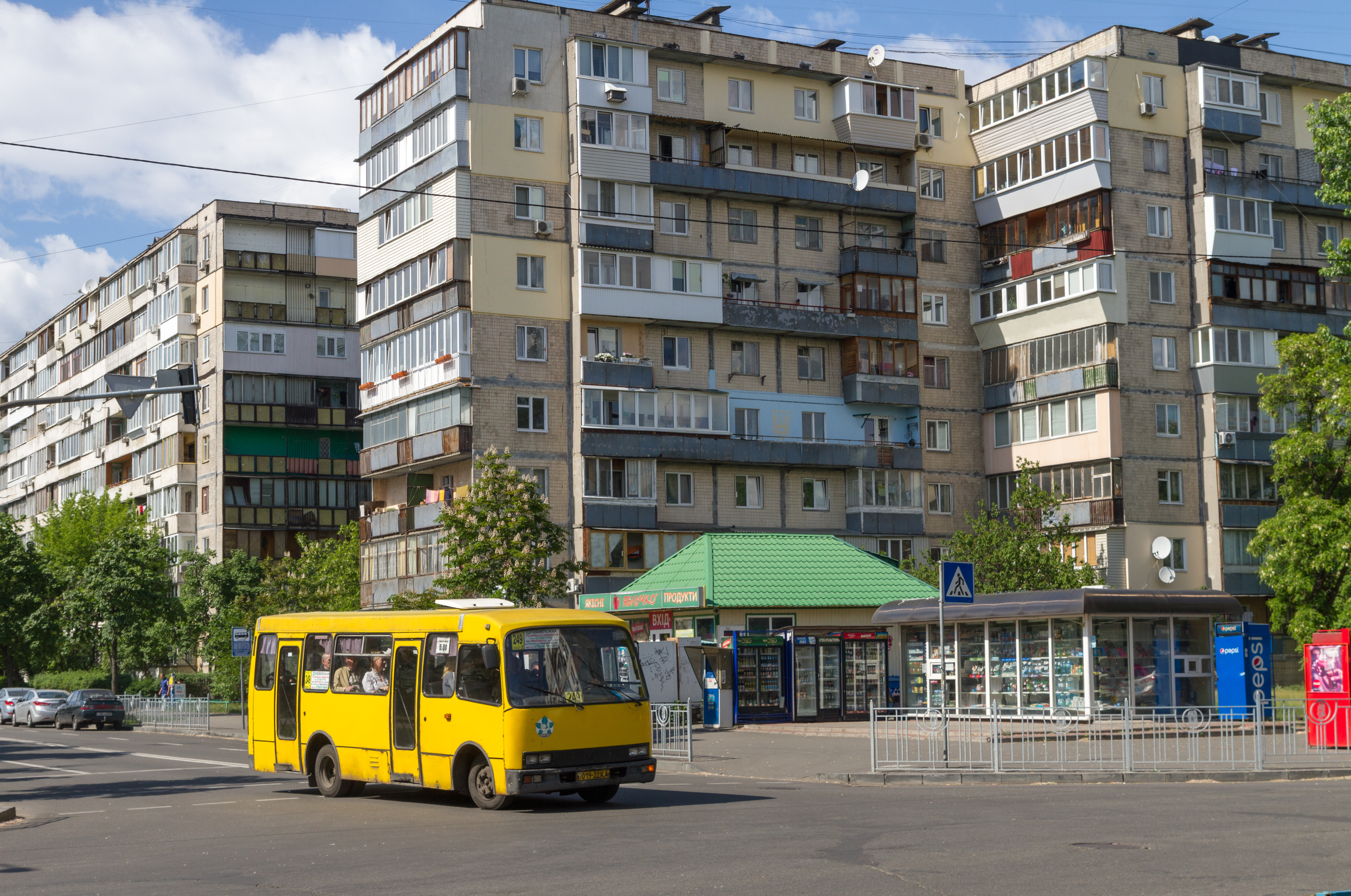
Маршрутка на бульварі Амвросія Бучми

## Заклади освіти та культури

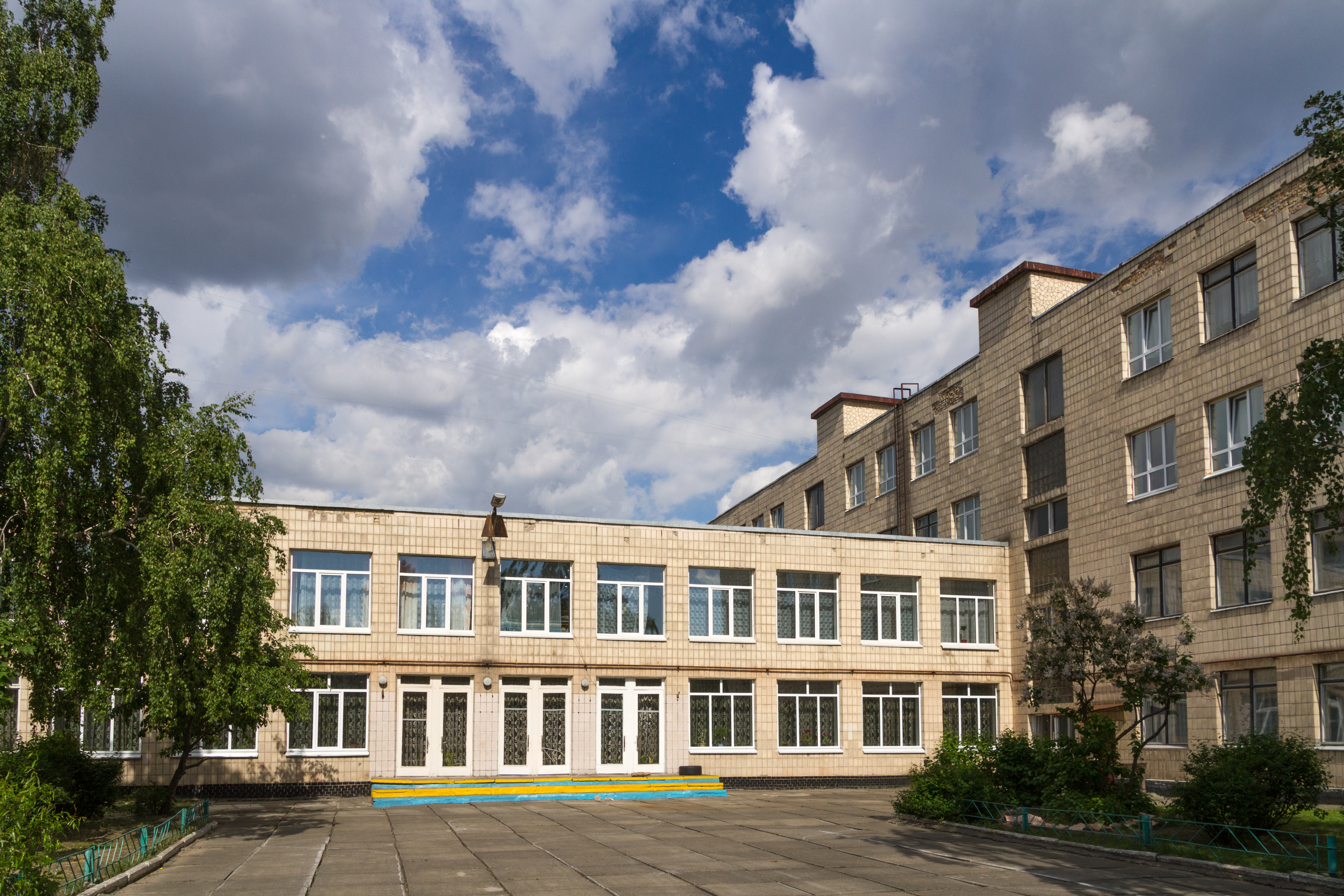
Середня загальноосвітня школа І-ІІІ ступенів №195 імені В. І. Кудряшова

- Театр українського фольклору «Берегиня»
- Інститут післядипломної педагогічної освіти Київського університету імені Бориса Грінченка
- Київський університет ринкових відносин
- Бібліотека для дітей імені Павла Усенка
- Бібліотека ім. І.Сергієнка для дітей
- Гімназія № 191 ім. П. Г. Тичини
- Навчально-виховний комплекс №209 "Сузір'я"
- Навчально-виховний комплекс №30 "Еконад"
- Середня загальноосвітня школа І-ІІІ ступенів №228
- Середня загальноосвітня школа І-ІІІ ступенів №81
- Середня загальноосвітня школа І-ІІІ ступенів №195 імені В. І. Кудряшова

## Панорама

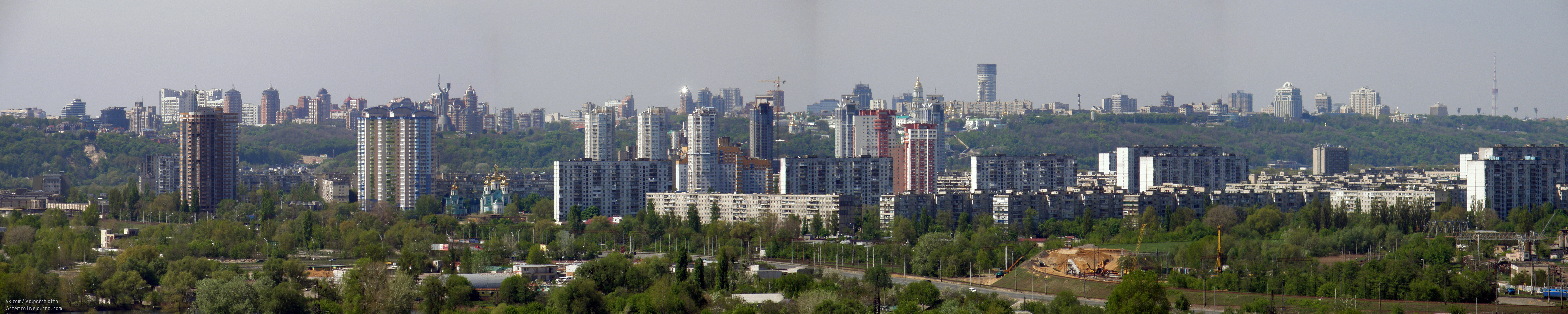
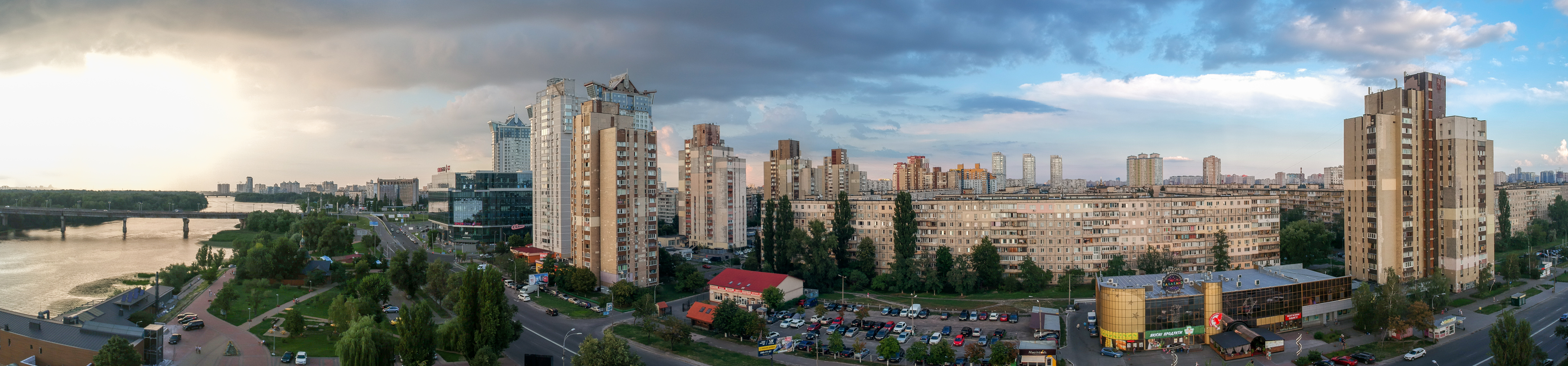